# Cantaron
Cantaron é uma comuna francesa na região administrativa da Provença-Alpes-Costa Azul, no departamento Alpes Marítimos. Estende-se por uma área de 7,38 km², com  (Cantaronnais) 1258 habitantes, segundo os censos de 1999, com uma densidade de 170 hab/km².